# Исаму Акасаки
Исаму Акасаки (јап. 赤崎 勇; Тиран, 30. јануар 1929 —  1. април 2021) био је јапански физичар, који је 2014. године, заједно са Хирошијем Аманом и Шуџијем Накамуром, добио Нобелову награду за физику „због изума новог, енергетски ефикасног и еколошког извора светлости — светлеће диоде која емитује плаву светлост”.